# 마이애미 운하

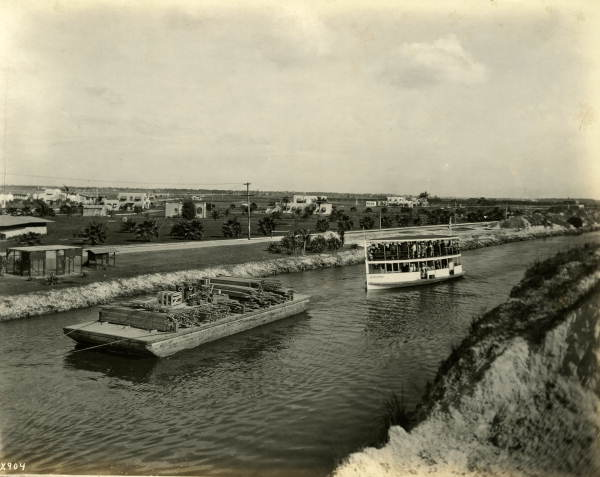
1921년에 찍힌 마이애미 운하

마이애미 운하(Miami Canal) 또는 C-6 운하(C-6 Canal)는 미국 플로리다주의 오키초비호에서부터 마이애미 시내를 흐르는 마이애미 강의 종착역까지 흐르는 운하를 말한다. 길이는 77마일(약 123km)이며, 남쪽과 남동쪽 방향으로 흐르고, 브로워드, 팜비치, 마이애미데이드까지 세 군(County)을 통과한다. 이 운하는 에버글레이즈 농업 지역(EAA)를 배수하기 위해 20세기 초에 건설되었다.